# Sassari-Cagliari 1952
La Sassari-Cagliari 1952, quarta edizione della corsa, si svolse il 24 febbraio 1952 su un percorso di 225 km. La vittoria fu appannaggio dell'italiano Giovanni Corrieri, che completò il percorso in 6h15'40", precedendo i connazionali Mario Baroni e Ivo Baronti.
Sul traguardo di Cagliari almeno 11 ciclisti portarono a termine la competizione. 

## Ordine d'arrivo (Top 10)
| Pos. | Corridore         | Squadra       | Tempo    |
| ---- | ----------------- | ------------- | -------- |
| 1    | Giovanni Corrieri | Bartali-Ursus | 6h15'40" |
| 2    | Mario Baroni      | Ganna         | s.t.     |
| 3    | Ivo Baronti       | Bartali-Ursus | s.t.     |
| 4    | Giulio Bresci     | Bartali-Ursus | s.t.     |
| 5    | Vittorio Rossello | Fréjus        | s.t.     |
| 6    | Ernest Spuehler   | Condor        | s.t.     |
| 7    | Gino Bartali      | Bartali-Ursus | a 6'21"  |
| 8    | Vincenzo Rossello | Arbos-Pirelli | s.t.     |
| 9    | Alfo Ferrari      | Fréjus        | s.t.     |
| 10   | Renzo Soldani     | Legnano       | s.t.     |